# 1991年ロシア大統領選挙
1991年ロシア大統領選挙は、1991年6月12日にソビエト連邦のロシア連邦共和国で行われた大統領選挙である。ロシア大統領選挙は、ロシア史上初の国民有権者による直接選挙によって行われた大統領選挙である。この選挙で、急進改革派のボリス・エリツィンロシア連邦共和国最高会議議長が58.6％を獲得して、2位以下を圧倒的に引き離し大勝した。

## 経過
エリツィンは副大統領候補としてアフガニスタン戦争の英雄であったアレクサンドル・ルツコイソ連空軍大佐を選んだ。体制破壊者として危険視されるエリツィンにとって、アフガン戦争の英雄であるルツコイが選挙戦における伴走者となったことは、エリツィン陣営に対する安定感を与えることとなった。
一方、ソ連共産党保守派を軸とするロシア・ソビエト連邦社会主義共和国共産党は、ニコライ・ルイシコフ前ソ連首相を擁立したが、及ばなかった。また、ミハイル・ゴルバチョフソ連大統領はルイシコフに加え、ゴルバチョフ直系ともいうべき穏健改革派のワジム・バカーチン前ソ連内相を擁立したが、バカーチンは候補者中最下位に終わり、ゴルバチョフの威信低下を印象付けた（ルイシコフ、バカーチン合わせて20パーセントという惨敗だった）。ルイシコフが敗れたことは、保守派を8月のクーデターに駆り立てるきっかけとなった。
この選挙戦でさらに注目されたのは、エリツィン、ルイシコフに次ぐ第3位についたソビエト連邦自由民主党のウラジーミル・ジリノフスキー党首であった。ジリノフスキーは一時奇矯かつ過激な極右的言動で支持を集め、後の1993年ロシア連邦議会選挙でソ連自由民主党の後身ロシア自由民主党が第1党へ躍進するも1995年ロシア下院選挙でブームが終わり、ロシアで2回目の大統領選挙であった1996年ロシア大統領選挙で5位に凋落した。

## 選挙結果
| 候補者                                                                                                | 候補者                       | 所属政党                                  | 得票数      | 得票率 |
| 大統領候補                                                                                            | 副大統領候補                 | 所属政党                                  | 得票数      | 得票率 |
| --- | ---------------------------- | ----------------------------------------- | ----------- | ------ |
| ボリス・エリツィン                                                                                    | アレクサンドル・ルツコイ     | 無所属                                    | 45,552,041  | 58.56  |
| ニコライ・ルイシコフ                                                                                  | ボリス・グロモフ             | ソビエト連邦共産党 ロシア連邦共和国共産党 | 13,395,335  | 17.22  |
| ウラジーミル・ジリノフスキー                                                                          | アンドレイ・ザヴィディア     | ソビエト連邦自由民主党                    | 6,211,007   | 7.98   |
| アマン・トゥレーエフ                                                                                  | ヴィクトル・ボチャロフ       | 無所属 （独立系）                         | 5,417,464   | 6.96   |
| アリベルト・マカショフ                                                                                | アレクセイ・セルゲイフ       | 無所属 （独立系愛国主義、民族主義）       | 2,969,511   | 3.82   |
| ワジム・バカーチン                                                                                    | ラマザン・アブドゥラティポフ | 無所属 （独立系・穏健改革派）             | 2,719,757   | 3.50   |
| 全候補者に反対                                                                                        | 全候補者に反対               | 全候補者に反対                            | 1,525,410   | 1.96   |
| 有効票                                                                                                | 有効票                       | 有効票                                    | 77,790,525  | 97.84  |
| 無効票・白票                                                                                          | 無効票・白票                 | 無効票・白票                              | 1,716,757   | 2.16   |
| 投票総数                                                                                              | 投票総数                     | 投票総数                                  | 79,507,282  | 100.00 |
| 有権者（投票率）                                                                                      | 有権者（投票率）             | 有権者（投票率）                          | 106,484,518 | 74.67  |
| 出典：Nohlen, D & Stöver, P (2010) Elections in Europe: A data handbook, p1642 ISBN 978-3-8329-5609-7 |                              |                                           |             |        |